# Llista d'asteroides/208101-208200
| Nom      | Designació provisional | Data de descobriment  | Lloc de descobriment | Descobridor/s               |
| -------- | ---------------------- | --------------------- | -------------------- | --------------------------- |
| 208101 - | 2000 AW246             | 7 de gener de 2000    | Kitt Peak            | Spacewatch                  |
| 208102 - | 2000 BX2               | 26 de gener de 2000   | Višnjan Observatory  | K. Korlević                 |
| 208103 - | 2000 BL6               | 29 de gener de 2000   | Socorro              | LINEAR                      |
| 208104 - | 2000 BY8               | 29 de gener de 2000   | Socorro              | LINEAR                      |
| 208105 - | 2000 BH12              | 28 de gener de 2000   | Kitt Peak            | Spacewatch                  |
| 208106 - | 2000 BL20              | 26 de gener de 2000   | Kitt Peak            | Spacewatch                  |
| 208107 - | 2000 BG21              | 29 de gener de 2000   | Kitt Peak            | Spacewatch                  |
| 208108 - | 2000 BS42              | 27 de gener de 2000   | Kitt Peak            | Spacewatch                  |
| 208109 - | 2000 BA50              | 16 de gener de 2000   | Kitt Peak            | Spacewatch                  |
| 208110 - | 2000 CH13              | 2 de febrer de 2000   | Socorro              | LINEAR                      |
| 208111 - | 2000 CC25              | 2 de febrer de 2000   | Socorro              | LINEAR                      |
| 208112 - | 2000 CM69              | 1 de febrer de 2000   | Kitt Peak            | Spacewatch                  |
| 208113 - | 2000 CU73              | 7 de febrer de 2000   | Kitt Peak            | Spacewatch                  |
| 208114 - | 2000 CG99              | 8 de febrer de 2000   | Kitt Peak            | Spacewatch                  |
| 208115 - | 2000 CT101             | 15 de febrer de 2000  | Socorro              | LINEAR                      |
| 208116 - | 2000 CD112             | 7 de febrer de 2000   | Kitt Peak            | Spacewatch                  |
| 208117 - | 2000 CJ119             | 6 de febrer de 2000   | Kitt Peak            | M. W. Buie                  |
| 208118 - | 2000 CM119             | 6 de febrer de 2000   | Socorro              | LINEAR                      |
| 208119 - | 2000 CE140             | 5 de febrer de 2000   | Kitt Peak            | Spacewatch                  |
| 208120 - | 2000 DG2               | 26 de febrer de 2000  | Kitt Peak            | Spacewatch                  |
| 208121 - | 2000 DT10              | 26 de febrer de 2000  | Kitt Peak            | Spacewatch                  |
| 208122 - | 2000 DZ13              | 28 de febrer de 2000  | Kitt Peak            | Spacewatch                  |
| 208123 - | 2000 DB24              | 29 de febrer de 2000  | Socorro              | LINEAR                      |
| 208124 - | 2000 DS43              | 29 de febrer de 2000  | Socorro              | LINEAR                      |
| 208125 - | 2000 DC49              | 29 de febrer de 2000  | Socorro              | LINEAR                      |
| 208126 - | 2000 DB53              | 29 de febrer de 2000  | Socorro              | LINEAR                      |
| 208127 - | 2000 DU57              | 29 de febrer de 2000  | Socorro              | LINEAR                      |
| 208128 - | 2000 DF60              | 29 de febrer de 2000  | Socorro              | LINEAR                      |
| 208129 - | 2000 DX62              | 29 de febrer de 2000  | Socorro              | LINEAR                      |
| 208130 - | 2000 DH66              | 29 de febrer de 2000  | Socorro              | LINEAR                      |
| 208131 - | 2000 DE91              | 27 de febrer de 2000  | Kitt Peak            | Spacewatch                  |
| 208132 - | 2000 DO110             | 25 de febrer de 2000  | Uccle                | T. Pauwels                  |
| 208133 - | 2000 DE114             | 27 de febrer de 2000  | Kitt Peak            | Spacewatch                  |
| 208134 - | 2000 EN7               | 3 de març de 2000     | Kitt Peak            | Spacewatch                  |
| 208135 - | 2000 EF15              | 2 de març de 2000     | San Marcello         | L. Tesi, A. Boattini        |
| 208136 - | 2000 EZ27              | 4 de març de 2000     | Socorro              | LINEAR                      |
| 208137 - | 2000 ES28              | 4 de març de 2000     | Socorro              | LINEAR                      |
| 208138 - | 2000 EL31              | 5 de març de 2000     | Socorro              | LINEAR                      |
| 208139 - | 2000 EP32              | 5 de març de 2000     | Socorro              | LINEAR                      |
| 208140 - | 2000 EJ34              | 5 de març de 2000     | Socorro              | LINEAR                      |
| 208141 - | 2000 EZ81              | 5 de març de 2000     | Socorro              | LINEAR                      |
| 208142 - | 2000 EL103             | 12 de març de 2000    | Socorro              | LINEAR                      |
| 208143 - | 2000 EG141             | 2 de març de 2000     | Kitt Peak            | Spacewatch                  |
| 208144 - | 2000 ET153             | 6 de març de 2000     | Haleakala            | NEAT                        |
| 208145 - | 2000 EX164             | 3 de març de 2000     | Socorro              | LINEAR                      |
| 208146 - | 2000 EL168             | 4 de març de 2000     | Socorro              | LINEAR                      |
| 208147 - | 2000 EH172             | 10 de març de 2000    | Socorro              | LINEAR                      |
| 208148 - | 2000 FK4               | 27 de març de 2000    | Kitt Peak            | Spacewatch                  |
| 208149 - | 2000 FL25              | 27 de març de 2000    | Anderson Mesa        | LONEOS                      |
| 208150 - | 2000 FJ34              | 29 de març de 2000    | Socorro              | LINEAR                      |
| 208151 - | 2000 FV67              | 25 de març de 2000    | Kitt Peak            | Spacewatch                  |
| 208152 - | 2000 GL54              | 5 d'abril de 2000     | Socorro              | LINEAR                      |
| 208153 - | 2000 GK121             | 6 d'abril de 2000     | Kitt Peak            | Spacewatch                  |
| 208154 - | 2000 GS122             | 8 d'abril de 2000     | Bergisch Gladbach    | W. Bickel                   |
| 208155 - | 2000 GG158             | 7 d'abril de 2000     | Anderson Mesa        | LONEOS                      |
| 208156 - | 2000 GQ164             | 5 d'abril de 2000     | Socorro              | LINEAR                      |
| 208157 - | 2000 GF186             | 5 d'abril de 2000     | Socorro              | LINEAR                      |
| 208158 - | 2000 HC7               | 25 d'abril de 2000    | Kitt Peak            | Spacewatch                  |
| 208159 - | 2000 HU15              | 30 d'abril de 2000    | Socorro              | LINEAR                      |
| 208160 - | 2000 HF69              | 24 d'abril de 2000    | Anderson Mesa        | LONEOS                      |
| 208161 - | 2000 HN83              | 30 d'abril de 2000    | Anderson Mesa        | LONEOS                      |
| 208162 - | 2000 KG74              | 27 de maig de 2000    | Anderson Mesa        | LONEOS                      |
| 208163 - | 2000 NL6               | 3 de juliol de 2000   | Kitt Peak            | Spacewatch                  |
| 208164 - | 2000 OO21              | 30 de juliol de 2000  | Socorro              | LINEAR                      |
| 208165 - | 2000 OL33              | 30 de juliol de 2000  | Socorro              | LINEAR                      |
| 208166 - | 2000 OB42              | 30 de juliol de 2000  | Socorro              | LINEAR                      |
| 208167 - | 2000 OQ60              | 29 de juliol de 2000  | Anderson Mesa        | LONEOS                      |
| 208168 - | 2000 PH18              | 1 d'agost de 2000     | Socorro              | LINEAR                      |
| 208169 - | 2000 PH27              | 2 d'agost de 2000     | Kitt Peak            | Spacewatch                  |
| 208170 - | 2000 QG                | 21 d'agost de 2000    | Prescott             | P. G. Comba                 |
| 208171 - | 2000 QF13              | 24 d'agost de 2000    | Socorro              | LINEAR                      |
| 208172 - | 2000 QM15              | 24 d'agost de 2000    | Socorro              | LINEAR                      |
| 208173 - | 2000 QM24              | 25 d'agost de 2000    | Socorro              | LINEAR                      |
| 208174 - | 2000 QZ26              | 24 d'agost de 2000    | Socorro              | LINEAR                      |
| 208175 - | 2000 QA29              | 24 d'agost de 2000    | Socorro              | LINEAR                      |
| 208176 - | 2000 QO37              | 24 d'agost de 2000    | Socorro              | LINEAR                      |
| 208177 - | 2000 QR70              | 29 d'agost de 2000    | Socorro              | LINEAR                      |
| 208178 - | 2000 QX73              | 24 d'agost de 2000    | Socorro              | LINEAR                      |
| 208179 - | 2000 QP79              | 24 d'agost de 2000    | Socorro              | LINEAR                      |
| 208180 - | 2000 QW97              | 28 d'agost de 2000    | Socorro              | LINEAR                      |
| 208181 - | 2000 QN109             | 31 d'agost de 2000    | Kitt Peak            | Spacewatch                  |
| 208182 - | 2000 QL119             | 25 d'agost de 2000    | Socorro              | LINEAR                      |
| 208183 - | 2000 QD129             | 29 d'agost de 2000    | Socorro              | LINEAR                      |
| 208184 - | 2000 QE132             | 26 d'agost de 2000    | Socorro              | LINEAR                      |
| 208185 - | 2000 QW139             | 31 d'agost de 2000    | Socorro              | LINEAR                      |
| 208186 - | 2000 QN165             | 31 d'agost de 2000    | Socorro              | LINEAR                      |
| 208187 - | 2000 QS166             | 31 d'agost de 2000    | Socorro              | LINEAR                      |
| 208188 - | 2000 QO167             | 31 d'agost de 2000    | Socorro              | LINEAR                      |
| 208189 - | 2000 QC188             | 26 d'agost de 2000    | Socorro              | LINEAR                      |
| 208190 - | 2000 QY193             | 29 d'agost de 2000    | Socorro              | LINEAR                      |
| 208191 - | 2000 QM202             | 29 d'agost de 2000    | Socorro              | LINEAR                      |
| 208192 - | 2000 QW203             | 29 d'agost de 2000    | Socorro              | LINEAR                      |
| 208193 - | 2000 QB206             | 31 d'agost de 2000    | Socorro              | LINEAR                      |
| 208194 - | 2000 QP228             | 31 d'agost de 2000    | Socorro              | LINEAR                      |
| 208195 - | 2000 QT228             | 31 d'agost de 2000    | Socorro              | LINEAR                      |
| 208196 - | 2000 QM246             | 27 d'agost de 2000    | Cerro Tololo         | M. W. Buie                  |
| 208197 - | 2000 RR8               | 1 de setembre de 2000 | Socorro              | LINEAR                      |
| 208198 - | 2000 RV12              | 1 de setembre de 2000 | Socorro              | LINEAR                      |
| 208199 - | 2000 RF37              | 3 de setembre de 2000 | Socorro              | LINEAR                      |
| 208200 - | 2000 RA38              | 5 de setembre de 2000 | Kvistaberg           | Uppsala-DLR Asteroid Survey |